# Parlamentswahl in Ungarn 1905

Reichsteile und Kronländer der Österreichisch-Ungarischen Monarchie:
Cisleithanien
Transleithanien
Bosnien und Herzegowina (Seit 1878 verwaltet, 1908 annektiert)

Die Parlamentswahl in Ungarn 1905 fand vom 26. Januar bis zum 4. Februar 1905 in Transleithanien statt. Neu besetzt wurde der Ungarische Reichstag (ungarisch Magyar Országgyűlés). Die Regierung war eine Dualistische. Das Parlament bestand aus zwei Hauptgruppen, den Siebenundsechziger, sie setzten sich für den Erhalt des Dualismus in Ungarn ein und dann gab es noch die Achtundvierziger, zu dieser Gruppe gehörten all jene, die die Unabhängigkeit vom Staat wollten.

## Wahlsystem
Im Königreich Ungarn und seinen Kronländern galt seit 1867 das Klassenwahlrecht. Vorrechte von Stand und Besitz waren in Ungarn wesentlich stärker maßgebend als in Österreich. Es gibt 5 Wahlkategorien, wenn man unter einer der Kategorien gehört kann man das Wahlrecht beantragen.
1. Altes Wahlrecht: Leute, die vor einer Änderung der Wahlrechtskriterien in einer Wahlliste eingetragen sind, behalten das Wahlrecht, auch wenn sie die neuen Kriterien nicht erfüllen.
2. Grundbesitzwahlrecht: Man muss ein Mindestmaß an Steuern zahlen, dies kann von Region zu Region anders sein.
3. Hausbesitzerwahlrecht: Man muss ein Haus besitzen und eine gewisse hohe Haussteuer zahlen.
4. Einkommenssteuerwahlrecht: Man muss selbständig angestellt sein und mindestens einen Arbeitnehmer haben.
5. Bildungswahlrechts: Man muss mindestens ein Hochschuldiplom haben und zugleich Beamter oder eine gesichteter Freiberufler sein. Wenn man in einer der Kategorien fällt, kann man sich in einer Wahlliste eintragen lassen.[1]

## Wahlergebnis
Als Siegerin der Wahl ging die Unabhängigkeits- und 48er-Partei hervor. Das Ergebnis führte dazu, dass die Liberale Partei erstmals seit 1875 nicht an der ungarischen Regierung beteiligt war. Dies führte zur Ungarischen Krise und der Ausrufung von Neuwahlen durch König I. Ferenc József (Franz Joseph I.).
| Partei                           | Mandate | %       | Parlamentarische Rolle |
| -------------------------------- | ------- | ------- | ---------------------- |
| Unabhängigkeits- und 48er Partei | 165     | 39,95 % | Regierung              |
| Liberale Partei                  | 159     | 38,50 % | Opposition             |
| Nationale Verfassungspartei      | 27      | 6,54 %  | Regierung              |
| Katholische Volkspartei          | 25      | 6,05 %  | Regierung              |
| Neue Partei                      | 13      | 3,15 %  | Regierung              |
| Unabhängige                      | 10      | 2,42 %  | unabhängig             |
| Rumänische Nationalpartei        | 8       | 1,94 %  | Opposition             |
| Demokratische Partei             | 2       | 0,48 %  | Regierung              |
| Sozialisten                      | 2       | 0,48 %  | Opposition             |
| Serbische Nationalpartei         | 1       | 0,24 %  | Opposition             |
| Slowakische Nationalpartei       | 1       | 0,24 %  | Opposition             |
| Total                            | 413     | 100 %   | —                      |